# Conferenza di Teheran
La conferenza di Teheran (28 novembre – 1º dicembre 1943) è stata la prima occasione nella quale si riunirono i cosiddetti "Tre Grandi" della seconda guerra mondiale: Iosif Stalin, per l'Unione Sovietica, Franklin D. Roosevelt, per gli Stati Uniti d'America, e Winston Churchill per il Regno Unito. La conferenza era identificata nei documenti con il nome in codice "Eureka".
In tale conferenza, caratterizzata da una sostanziale concordanza di idee e progetti tra Stalin e Roosevelt in parziale contrapposizione con i piani di Churchill, i Tre Grandi si accordarono sull'appoggio ai partigiani di Josip Broz Tito in Jugoslavia, sulla data e sulle modalità esecutive dell'operazione Overlord (sbarco in Normandia), sulla necessità di dividere, dopo la guerra, il territorio della Germania in più stati per prevenire il riformarsi della sua potenza militare. Vennero presi accordi per l'invasione da sud della Francia e si delinearono i confini della Polonia, con il consenso del Regno Unito allo spostamento delle frontiere dell'Unione Sovietica verso ovest.

## L'andamento bellico
La conferenza coincise, nonostante l'andamento generale della guerra ormai chiaramente favorevole agli Alleati, con una serie di sconfitte locali delle tre potenze: sul fronte orientale in quei giorni era in pieno svolgimento la controffensiva tedesca di Žitomir che minacciava di portare alla riconquista di Kiev, liberata appena il 6 novembre dall'Armata Rossa; sul fronte italiano le armate alleate erano state completamente bloccate dall'abile difesa tedesca apprestata sulla linea Gustav; nella campagna del Dodecaneso, il Regno Unito aveva subito una serie di sconfitte e perso tutte le isole più importanti.

## Andamento della conferenza
Per motivi di sicurezza la conferenza fu tenuta negli edifici dell'ambasciata sovietica a Teheran, dove alloggiarono anche i partecipanti per evitare di trasferirsi due volte al giorno dalle rispettive ambasciate (e ritorno), con i problemi di sicurezza che ne sarebbero conseguiti. I tre capi di governo erano stati accompagnati:
- Winston Churchill, da Anthony Eden, dal maresciallo John Dill, dai tre capi di stato maggiore e dal generale Hastings Lionel Ismay
- Franklin D. Roosevelt, dal consigliere Harry Hopkins, dal capo di stato maggiore delle forze armate statunitensi, generale George Marshall, dagli ammiragli William Leahy ed Ernest King, da W. Averell Harriman e da due altri alti ufficiali.
- Iosif Stalin, dal ministro degli esteri Vjačeslav Michajlovič Molotov e dal maresciallo Kliment Efremovič Vorošilov.

### Primo giorno
La prima sessione plenaria della conferenza ebbe inizio alle ore 16 del 28 novembre e fu spesa in una carrellata generale sui problemi di strategia militare, in particolare venne discussa la necessità di effettuare entro 6-9 mesi, da parte degli anglo-americani, lo sbarco di una potente forza in Normandia, la necessità/opportunità di farla precedere con un'azione più limitata di sbarco sulle coste francesi del Mediterraneo, la possibilità di utilizzare per questo parte delle truppe alleate già operanti in Italia, la possibilità di attaccare la Germania dall'Adriatico con un'azione lungo il Danubio. Un tema molto trattato fu l'opportunità di convincere la Turchia ad intervenire nel conflitto a fianco degli alleati. Churchill insistette anche nella necessità di giungere ad occupare Roma, prima di distogliere truppe per uno sbarco sulle coste francesi del Mediterraneo.

### Secondo giorno
La mattinata successiva venne dedicata alle questioni prettamente militari, delle quali si occuparono in sessione separata gli esperti delle tre parti. La seconda sessione plenaria iniziò al pomeriggio del 29 novembre di nuovo alle ore 16, ma fu preceduta da una breve cerimonia, cui assistette anche il personale dell'ambasciata sovietica, nella quale Winston Churchill consegnò, a nome del re Giorgio VI, la Sword of Honour, una spada appositamente realizzata per l'Unione delle Repubbliche Socialiste Sovietiche in riconoscimento dell'eroica difesa di Stalingrado. L'onorificenza si riferiva ad una tradizione dell'Accademia militare britannica di Sandhurst, che conferisce tale riconoscimento al miglior cadetto di ogni corso.
Alla seconda sessione (29 novembre) parteciparono anche i capi di stato maggiore che riferivano sui lavori del mattino. Essi fecero notare che un ritardo nel previsto sbarco in Normandia avrebbe consentito alla Germania di spostare truppe dall'Italia al fronte russo e/o al sud della Francia. Il generale statunitense George Marshall osservò che il grosso problema degli alleati ad Ovest non era la disponibilità di truppe ma quella di navi, mezzi da sbarco e aerei da caccia di appoggio con basi sufficientemente vicine ai luoghi degli sbarchi.
Furono presi in considerazione i problemi dei Balcani, ove le truppe partigiane del maresciallo Tito impegnavano numerose divisioni tedesche, l'aiuto da fornire a questi partigiani, la posizione che avrebbero assunto i bulgari in caso d'intervento della Turchia a fianco degli alleati. Stalin affermò che le sue informazioni davano per scontata la presenza in Jugoslavia di otto divisioni tedesche, cinque in Grecia, tre in Bulgaria e ventuno in Francia. Per Stalin tuttavia i problemi dei Balcani, della conquista di Roma e di altre operazioni militari alleate nel Mediterraneo (conquista di Rodi ed altre isole dell'Egeo), l'entrata in guerra della Turchia con gli alleati, erano secondari: quello che contava per lui era lo sbarco alleato in Normandia, da effettuarsi entro maggio del 1944 e da appoggiare con un contemporaneo (o di poco successivo) sbarco più "leggero" sulle coste mediterranee francesi. Tutto questo avrebbe costituito un decisivo aiuto alle forze sovietiche impegnate sul fronte orientale dalle armate tedesche. La discussione si sviluppò fra le tesi di Churchill, che riteneva importante attaccare da sud le forze tedesche, visto che nell'area mediterranea erano già schierate numerose divisioni alleate, e non lasciare queste inattive dedicandosi ad un affrettato attacco alleato in Normandia, e quelle di Stalin, che riteneva prioritario ed urgente quest'ultimo. 
Churchill propose di affidare ad un comitato tecnico la discussione sui dettagli delle operazioni da effettuare nel Mediterraneo e quelle eventuali diversive nei confronti dello sbarco in Normandia, ma Stalin sostenne che questo avrebbe protratto la conferenza oltre limiti di tempo inaccettabili e che le decisioni più importanti potevano essere prese senza dover badar troppo ai dettagli.
La cena che seguì la seconda sessione plenaria fu offerta da Stalin ad un ristretto numero di ospiti (tra i quali era comparso anche Elliott Bulloch Roosevelt) e vide un incidente fra l'ospitante e Winston Churchill. Il discorso cadde sulla necessità d'impedire, a guerra terminata, un risorgere della potenza bellica tedesca. A questo proposito Stalin sostenne che il problema poteva essere risolto tranquillamente fucilando circa cinquantamila tra ufficiali e tecnici tedeschi. Churchill ribatté che il parlamento del Regno Unito e l'opinione pubblica non avrebbero tollerato esecuzioni in massa e se anche questo, a causa delle passioni scatenate dalla guerra, avesse avuto inizio, gli inglesi si sarebbero violentemente scagliati contro i responsabili. Poiché Stalin insisteva su questo punto, Churchill disse che avrebbe preferito essere trascinato in giardino ed ivi fucilato piuttosto che macchiare il proprio onore e quello del suo Paese con un'infamia del genere. Un'infelice battuta del presidente americano, seguita dalla dichiarazione di essere d'accordo con Stalin, pronunciata dal figlio Elliott, mandò su tutte le furie Churchill, che lasciò la tavola della cena e si appartò in una stanza buia vicina. Poco dopo furono gli stessi Stalin e Molotov ad andare da lui, pregandolo di rientrare a tavola e rassicurandolo che la proposta non era altro che uno scherzo.

### Terzo giorno
Gli esperti militari statunitensi e del Regno Unito, riunitisi nella mattinata, raccomandarono di lanciare lo sbarco in Normandia nel mese di maggio e, come sostegno a questa operazione, lanciare anche uno sbarco sulla costa meridionale francese.
La sessione plenaria (30 novembre) ebbe inizio come sempre alle ore 16. Stalin disse che comprendeva le difficoltà di realizzazione di tale operazione e che la Germania avrebbe distolto truppe dal fronte orientale per difendere il suolo occupato francese e quindi l'Unione Sovietica, per rendere più difficile questo trasferimento, avrebbe lanciato un'offensiva nello stesso mese.
La sera la cena venne offerta da Joseph Stalin in occasione del compleanno di Winston Churchill, presso l'ambasciata sovietica a Teheran, alla quale furono invitate una quarantina di persone.

### Quarto ed ultimo giorno
Il 1º dicembre la conferenza ebbe termine. 
Si discusse su come dividere la Germania dopo la guerra per impedire il suo risorgere come potenza europea ed impedirne il riarmo. Churchill sostenne che doveva essere isolata la Prussia, secondo lui terra guerrafondaia, mentre Stalin sostenne che tutto il popolo tedesco, dal Baltico alle Alpi era guerrafondaio, ma non vennero prese decisioni precise in merito. Venne dedicato molto spazio alla futura configurazione dello Stato della Polonia e si convenne che il confine orientale di questa nazione sarebbe stato grosso modo quello della Linea Curzon, versione A (quella cioè che lasciava all'Unione Sovietica la zona della città di Leopoli), mentre la parte di territorio acquisito da quest'ultima sarebbe stata compensata, a favore della Polonia, con il territorio da sottrarre alla Germania, stabilendo il confine tra le due nazioni lungo la linea dell'Oder-Neisse.
Venne poi redatto un documento con il quale la conferenza chiudeva con l'accordo sui problemi militari:
1. I partigiani jugoslavi dovevano essere sostenuti con invio di armi ed equipaggiamenti
2. Da un punto di vista militare, sarebbe auspicabile che la Turchia entrasse in guerra a fianco degli Alleati contro la Germania
3. L'Unione Sovietica s'impegnava, nel caso che la Turchia fosse entrata in guerra e venisse attaccata dalla Bulgaria, ad attaccare a sua volta la Bulgaria. Tale impegno doveva essere sottolineato nel corso delle trattative con la Turchia
4. Fu preso atto che lo sbarco alleato in Normandia avrebbe avuto luogo nel maggio 1944 in concomitanza con uno sbarco minore delle forze anglo-americane sulle coste mediterranee della Francia: da parte sua l'Unione Sovietica avrebbe lanciato subito prima o subito dopo un'offensiva per impedire alla Germania di trasferire truppe sul suo fronte occidentale
5. Gli stati maggiori delle potenze alleate sarebbero state in stretto contatto fra loro al riguardo delle operazioni che avrebbero condotto sul teatro di guerra europeo.[9]

## Il fallito attentato
Il progetto dell'attentato fu realizzato dall'agente segreto tedesco Ernst Kaltenbrunner e vagliato e confermato da Adolf Hitler, dopo aver prelevato informazioni da un codice violato della US Navy, dal quale si erano apprese data e luogo della conferenza dei tre leader, fissata per metà ottobre del 1943. Otto Skorzeny fu personalmente scelto da Kaltenbrunner come capo della missione; fu poi inoltre coinvolto l'agente Elyesa Bazna, sotto il nome in codice "Cicerone", che trasmise i dati chiave relativi alla conferenza di Ankara.
Comunque, una falla nel fragile sistema di sicurezza adottato dai tedeschi provocò presto la scoperta del piano da parte dei servizi segreti sovietici. L'agente sotto copertura Nikolai Kuznetsov, fingendosi un Oberleutnant della Wehrmacht di nome Paul Siebert dall'Ucraina sotto il controllo nazista, si fece descrivere il piano nei dettagli conosciuti da Hans Ulrich van Ortel (sotto stato di ubriachezza), che Kuznetsov definì in seguito un uomo "loquace" e "bevitore".
La spia sovietica diciannovenne Gevork Vartanian aveva reclutato una piccola unità di agenti in Iran, dove suo padre, anch'egli una spia, prestava servizio sotto la copertura di un commerciante. Il gruppo di Vartanian aveva anticipato ogni mossa tedesca e localizzarono persino il luogo dell'atterraggio con paracadute di sei operatori radio nazisti, nei pressi di Qom, 60 km da Teheran, seguendoli fino alla capitale, dove la rete di spionaggio tedesca aveva fornito loro una villa composta di tutte le attrezzature necessarie.
Con l'aiuto di forze britanniche, l'unità di Vartanian si occupò della perlustrazione di interi quartieri di Teheran per un totale di 14-16 ore al giorno, fino a che non fu rintracciato il nascondiglio e allora non fu difficile intercettare, registrare e decodificare le comunicazioni degli attentatori, che avevano in realtà in programma di servirsi di un secondo commando, guidato da Skorzeny, per l'attacco vero e proprio. Comunque, anche Skorzeny era pedinato dal suo arrivo in Iran dal gruppo di Vartanian.
Dopo che anche i servizi segreti del Regno Unito si erano uniti ai sovietici per contrastare il progetto tedesco di attentato, ogni singola trasmissione tedesca fu intercettata e le mosse previste individuate. Tuttavia, sul punto di effettuare l'attacco, un operatore tedesco molto scaltro si accorse che le linee radio usate per la messaggistica con Berlino erano sotto controllo nemico e inviò un messaggio criptato alla sede informandola della situazione: l'operazione fu annullata.